# Barrio de San Juan de Dios
Barrio de San Juan de Dios är en ort i Mexiko.   Den ligger i kommunen Reyes Etla och delstaten Oaxaca, i den sydöstra delen av landet, 300 km sydost om huvudstaden Mexico City. Barrio de San Juan de Dios ligger 1 612 meter över havet och antalet invånare är 444.
Terrängen runt Barrio de San Juan de Dios är kuperad österut, men västerut är den platt. Runt Barrio de San Juan de Dios är det mycket tätbefolkat, med 2 431 invånare per kvadratkilometer. Närmaste större samhälle är Oaxaca de Juárez, 16,8 km sydost om Barrio de San Juan de Dios. Omgivningarna runt Barrio de San Juan de Dios är en mosaik av jordbruksmark och naturlig växtlighet.